# Principia (czasopismo filozoficzne)
Principia. Pisma koncepcyjne z filozofii i socjologii teoretycznej – wydawane od 1990 roku czasopismo naukowe poświęcone filozofii.
Powstało w 1990 r. przy Katolickim Uniwersytecie Lubelskim. Od 1992 wychodzi przy Uniwersytecie Jagiellońskim. Jego założycielem i redaktorem naczelnym był do roku 2015 filozof Jan Hartman. Od tego roku redaktorem naczelnym jest Krzysztof Guczalski. Początkowo ukazywały się zwykle dwa tomy rocznie. Od 2007 czasopismo wychodzi jako rocznik. Ponadto w latach 1993-2007 ukazywał się również suplement „Principia – Ekspres Filozoficzny”, rozsyłany bezpłatnie do wszystkich zarejestrowanych filozofów polskich.
Dwukrotnie numer specjalny czasopisma stanowił Informator filozofii polskiej pod red. Jacka Jaśtala i in.: t. XII (Kraków 1995) i t. XL (Kraków 2004). Informator zawiera listę adresową polskich instytucji, gdzie prowadzone są badania lub studia filozoficzne (wraz ze spisem kadry), noty biograficzno-bibliograficzne żyjących polskich filozofów, nadane w ostatnich 10 latach tytuły i stopnie naukowe z filozofii oraz listy czasopism filozoficznych (filadelfijską, wyróżnionych przez KBN, polskich oraz internetowych), oraz indeksy: osobowy i dziedzin zainteresowania badaczy. Informator z 1995 wydany był z dodatkowymi opisami w języku angielskim, zawierał także spis wydanych w poprzednim dziesięcioleciu książek filozoficznych i więcej indeksów.
Adres redakcji: Instytut Filozofii UJ, ul. Grodzka 52, 31-044 Kraków.
Zespół redakcyjny tworzą obecnie: Jan Hartman (redaktor założyciel), Krzysztof Guczalski (redaktor naczelny), Steffen Huber, Jacek Rabus, Leszek Wroński.